# Omia cyclopea
Omia cyclopea is een vlinder uit de familie uilen (Noctuidae). De wetenschappelijke naam is voor het eerst geldig gepubliceerd in 1837 door Graslin.
De soort komt voor in Europa.